# Programa Nacional de Segurança Pública com Cidadania
O Programa Nacional de Segurança Pública com Cidadania (Pronasci) é um programa de governo federal brasileiro, para diminuir os indicadores de criminalidade nas regiões metropolitanas mais violentas do Brasil. O Pronasci contabiliza um total de 94 ações que envolvem a União, estados, municípios e a própria comunidade.
Em 16 de dezembro de 2009, o Ministério da Justiça incluiu mais 24 municípios de diversas regiões do país foram incorporados ao Programa Nacional de Segurança Pública com Cidadania (Pronasci). Do estado de São Paulo, estão sendo incluídos os municípios São Carlos, Carapicuíba, Suzano, Estância Hidromineral de Poá, Guarujá, Sumaré, Guararema e Itaquaquecetuba.
Atualmente, são integrantes do Pronasci 145 municípios, 21 estados e o Distrito Federal.